# Albert Booth
Pour les articles homonymes, voir Booth.
Albert Edward Booth (28 mai 1928 - 6 février 2010) est un homme politique britannique travailliste et ministre du Cabinet.

## Biographie
Il fait ses études à la Marine School, à South Shields et au Rutherford College of Technology (Northumbria University). Il est dessinateur de design. Il est conseiller au Conseil de Tynemouth 1962-1965.
Il se présente à Tynemouth en 1964. Il est député de Barrow-in-Furness de 1966 à 1983 et Secrétaire d'État à l'Emploi de 1976 à 1979, sous la direction de James Callaghan. Il est trésorier national du Parti travailliste entre 1983 et 1984.
Après des changements de limites, sa circonscription est rebaptisée Barrow and Furness, pour l'élection générale de 1983, mais malgré une majorité de 7 741 voix en 1979, il perd au profit du conservateur Cecil Franks. Cela a souvent été attribué à la politique unilatéraliste de désarmement nucléaire des travaillistes, et Booth lui-même s'y est identifié, menant une marche de la Campagne pour le désarmement nucléaire dans sa circonscription. Cependant, ses électeurs étaient tributaires des industries de la défense, en particulier de la construction navale, ce qui conduit à l'une des défaites les plus inattendues de Labour lors des élections. Cependant, une campagne contre lui menée par l'église catholique locale, mettant en évidence son bilan de vote en faveur du droit des femmes et pro avortement, a également été un facteur important. Booth était un prédicateur laïc dans l'église méthodiste.
Booth atteint le dernier tour de la sélection travailliste pour Sunderland South avant les élections de 1987, mais perd de quatre voix contre Chris Mullin. Il se présente en vain à Warrington South en 1987.